# Tanadol Chaipa
Tanadol Chaipa (thailändisch ธนดล ชายป่า; * 15. November 2004) ist ein thailändischer Fußballspieler.

## Karriere
Tanadol Chaipa steht seit Mitte Juli 2022 beim Phrae United FC unter Vertrag. Der Verein aus Phrae spielt in der zweiten thailändischen Liga, der Thai League 2. Sein Pflichtspieldebüt für Phrae gab er am 5. Oktober 2022 in der ersten Pokalrunde gegen den Amateurligisten Roi Et CF. Sein Zweitligadebüt gab Tanadol Chaipa drei Tage später am 8. Oktober 2022 (8. Spieltag) im Heimspiel gegen den Aufsteiger Krabi FC. Hier wurde er beim 3:0-Sieg in der 90. Minute für Warut Boonsuk eingewechselt. In der Hinrunde absolvierte er zwei Ligaspiele. Im Dezember 2022 wechselte er auf Leihbasis zum Drittligisten Chiangrai Lanna FC. Mit dem Klub aus Chiangrai spielte er achtmal in der Northern Region der Liga. Nach der Ausleihe kehrte er im Sommer 2023 nach Phrae zurück. Nach insgesamt zwei Ligaspielen für Phrae wechselte er im Sommer 2024 zum Zwangsabsteiger Chiangmai FC in die dritte Liga. Mit dem Verein aus Chiangmai spielte er fünfmal in der Northern Region der Liga. Im Sommer 2025 wurde sein Vertrag in Chiangmai nicht verlängert.